# Kalibo
Kalibo är en ort i Filippinerna. Den är administrativ huvudort för provinsen Aklan i regionen Västra Visayas och har 80 605 invånare (2015).
Kalibo räknas officiellt inte som stad utan är en kommun. Kommunen är indelad i 16 smådistrikt, barangayer, varav samtliga är klassificerade som tätortsdistrikt.